# Gianni Puccini
Gianni Puccini (* 9. November 1914 in Mailand; † 3. Dezember 1968 in Rom) war ein italienischer Filmregisseur und Drehbuchautor.

## Leben
Puccini, Sohn des Schriftstellers Mario Puccini, zog zu Studienzwecken in die italienische Hauptstadt und schloss ein Studium in Lettere e Filosofia ab. Er arbeitete ab 1938 als Kritiker bei Bianco e Nero und Cinema; 43 wurde er auch Herausgeber der letztgenannten Zeitschrift. Seit den frühen 1940er-Jahren war er auch als Drehbuchautor für über 30 Produktionen namhafter Regisseure aktiv. Häufig arbeitete er mit Giuseppe De Santis zusammen. Ab 1951 führte er auch selbst mit beim Publikum erfolgreichen Filmen Regie; letztmals 1967 beim Drama I sette fratelli Cervi.
Puccinis Bruder ist der Regisseur Massimo Mida.

## Filmografie
Drehbuch
- 1943: Besessenheit (Ossessione)
- 1947: Tragische Jagd (Caccia tragica)
- 1949: Bitterer Reis (Riso amaro)
- 1950: Vendetta (Non c'è pace tra gli ulivi)
- 1950: Geschlossene Gardinen (Persiane chiuse)
- 1952: Es geschah Punkt 11 (Roma ore 11)
- 1953: Fluch der Schönheit (Un marito per Anna Zaccheo)
- 1954: Tage der Liebe (Giorni d'amore)
- 1956: Frauen und Wölfe (Uomini e lupi)

Regie
- 1951: Il capitano di Venezia
- 1957: Mit Melone und Glacéhandschuhen (Parola di ladro) (Ko-Regie)
- 1957: Die Freuden der Familie (Il marito) (Ko-Regie)
- 1958: Liebesspuk um Mitternacht (Carmela è una bambola)
- 1959: Mein schöner Ehemann (Il nemico di mia moglie)
- 1960: L'impiegato
- 1960: Il carro armato dell'8 settembre
- 1962: Schlüssel zum siebten Himmel (L'attico)
- 1963: Amore in vier Dimensionen (Amore in 4 dimensioni) (eine Episode)
- 1964: Amore facile
- 1964: Wenn das die Männer wüßten (L'idea fissa) (eine Episode)
- 1965: I soldi
- 1965: Io uccido, tu uccidi
- 1967: Ballata da un miliardo
- 1967: Glut der Sonne (Dove si spara di più)
- 1968: Die sieben Brüder Cervi (I sette fratelli Cervi)